# Église de la Sainte-Croix de Christiansted
Pour les articles homonymes, voir Église de la Sainte-Croix.
L'église de la Sainte-Croix est une église catholique située à Christiansted, dans les Îles Vierges des États-Unis. C'est la plus ancienne église catholique dans les Îles Vierges des États-Unis.

## Historique
Construite en 1755 sous l'autorité de Nicholas Tuite de Montserrat, l'église a été considérablement modifiée dans les années 1850. C'est en 1848 que le Père Thomas E. Butler, curé de l'église, a entrepris la première rénovation de l'église. Une structure supplémentaire a été ajoutée sur le cimetière qui se trouvait du côté nord de l'église. Beaucoup de pierres tombales anciennes, parmi lesquelles se trouve la tombe du père Desmond daté de 1811, peuvent encore être vu sous le plancher de ce qui est maintenant le corps principal de l'église. Au cours de l'élargissement, une pierre angulaire a été placée avec une inscription en latin.
Au fil des ans, diverses réparations et améliorations ont été apportées à l’église. Frère Joseph De Stoop construisit le baptistère sur le coin sud-est de l’église, et plus tard, la sacristie des servants d'autel et des prêtres fut ajoutée. En 1947, un nouveau toit en aluminium fut installé sur la partie principale de l'église et l'extérieur a été peint. En 1950, un nouveau plafond a été installé. Les carreaux intérieurs peints et en asphalte ont été posés dans le sanctuaire et les bas-côtés de l'église.
Le 2 décembre 1956, un incendie balaya l’église. Tout le contenu des deux sacristies, les superbes peintures murales situées de part et d'autre du maître-autel, le plafond et le vénérable orgue à tuyaux furent détruits et l'intérieur de l'église complètement défiguré. L'estimation initiale des dommages causés par le chef des pompiers et le commissaire aux travaux publics avait été établie à 60 000 $. Faute de fonds, les travaux de restauration de l’église ont été retardés. En octobre 1957, le père Mark Knoll autorisa le commencement des travaux de réparation qui furent achevés en 1958 et la nouvelle consécration eut lieu le 28 septembre 1958. Les modifications et rénovations suivantes eurent lieu en 1975. Le toit a été remplacé et de nouvelles portes et fenêtres ont été installées.
En 1976, le père Joseph Bertrand entrepris la plus vaste rénovation de l’église depuis sa création avec l’aide du père Robert Gaugler, superviseur officiel des bâtiments de la province des Rédemptoristes de Baltimore. Cette rénovation a redonné à l'église sa dignité d'origine tout en l'adaptant aux exigences de la liturgie révisée.
En 1989, l'ouragan Hugo a non seulement détruit une grande partie de l'île de Sainte-Croix, mais a également endommagé l'église, en particulier le toit. De nombreuses réparations et un nouveau toit furent apportés à l'église, où s'ajoutèrent également les rénovations du presbytère de la paroisse.

## Architecture

### Architecture extérieure
L'église, construite en forme de croix pour représenter Sainte-Croix, est l’un des monuments ecclésiastiques les plus impressionnants de l’île et l’un des plus élaborés en raison de sa combinaison d’éléments néo-classiques et néo-gothiques.